# Niguza anisogramma
Niguza anisogramma är en fjärilsart som beskrevs av Oswald Beltram Lower 1905. Niguza anisogramma ingår i släktet Niguza och familjen nattflyn. Inga underarter finns listade i Catalogue of Life.